# Episodi de La rivoluzione di Utena

Le surreali commentatrici di ogni episodio

Lista degli episodi de La rivoluzione di Utena, anime trasmesso in Giappone su TV Tokyo dal 2 aprile al 24 dicembre 1997. In Italia è stato pubblicato in VHS tra il 2001 e il 2002 e in seguito in DVD da Yamato Video e trasmesso solo dopo alcuni anni su Man-ga dal 1º luglio al 10 novembre 2010.
La sigla di apertura, Rondo - revolution (輪舞–ｒｅｖｏｌｕｔｉｏｎ?), è interpretata da Masami Okui, mentre quelle di chiusura, truth per gli ep. 1-24 da Luca Yumi, Virtual star hasseigaku (バーチャルスター発生学?) per gli ep. 25-38 da Maki Kamiya e Rose&release per l'ep. 39 da Masami Okui.

## Trama

### Saga del Consiglio Studentesco (Seitokai hen)
Dal 1º al 13º episodio.
La Saga del Consiglio Studentesco inizia quando Utena Tenjō sfida a duello Kyōichi Saionji, uno degli studenti più famosi e acclamati dell'intera Accademia Ōtori e membro del Consiglio Studentesco della scuola. Rinomato per il suo carattere freddo e orgoglioso, Saionji infatti pubblica la lettera d'amore ricevuta da Wakaba Shinohara, una delle sue ammiratrici e migliore amica di Utena, per prendersi gioco di lei di fronte all'intero corpo studentesco, cosa che genera la reazione di Utena e la conseguente sfida.
Ciò che Utena non sa è che dietro il Consiglio Studentesco della scuola si nasconde un gruppo di persone, tutte selezionate da una misteriosa identità chiamata "Confine del Mondo" che, attraverso una serie di duelli, si contende il controllo della "Sposa della Rosa", Anthy Himemiya, una ragazza di enormi poteri che viene conquistata di volta in volta. Chi ne detiene, infatti, il controllo al termine di questa serie di duelli, otterrà il potere di rivoluzionare il mondo attraverso la "Spada di Dios" detenuta proprio dalla Sposa della Rosa.
Quindi, quella che agli occhi di Utena è una semplice sfida per vendicare i sentimenti feriti di Wakaba, diventa nei fatti qualcosa di ben più importante. Per altro, Utena detiene un anello con incisa una rosa - dono del principe che incontrò quando era ancora bambina - e che la rende a tutti gli effetti una duellante, sebbene lei stessa ne sia del tutto ignara.
Nell'arena dei duellanti, Utena riesce a sconfiggere Saionji nonostante egli combatta utilizzando la Spada di Dios, estratta dal petto di Anthy, e si ritrova così, suo malgrado, a lei legata. L'indomani, infatti, Utena apprende di essere stata trasferita in un'ala dedicata del dormitorio dell'accademia, in una stanza che si trova a condividere proprio con Anthy che le spiega che, avendo vinto Saionji a duello, adesso Utena è la sua "fidanzata" ufficiale, fin quando non giungerà qualcun altro a strapparla via da lei.
Da questo momento in poi si susseguono le sfide di tutti i membri del Consiglio Studentesco nel tentativo di conquistare la Sposa della Rosa e strappare Anthy a Utena. Nessuno di loro, tuttavia, riesce a portare a termine tale missione, mentre la relazione di amicizia fra Anthy e Utena si fa sempre più forte, al punto che Utena inizia a convincersi di poter aiutare Anthy ad avere una vita ordinaria. Infatti, Utena non sopporta l'idea che Anthy sia totalmente priva di volontà, ma che agisca come un burattino nelle mani di coloro con cui è fidanzata in qualità di Sposa della Rosa.
Tuttavia, il percorso di liberazione di Anthy è ben più lungo di quanto la stessa Utena possa immaginare. Sconfitti nel duello gli sfidanti Miki Kaoru, Juri Arisugawa e Nanami Kiryū, Utena non può nulla contro il furbo e malizioso Tōga Kiryū, che sfrutta la sua capacità di seduzione per mettere in crisi la stessa Utena. La sconfitta contro Tōga getta Utena in uno stato di crisi, reso ancora più profondo dalla reazione assolutamente neutra di Anthy al cambio di "fidanzato" e sarà solo l'aiuto di Wakaba a far sì che Utena torni in sé al punto da risfidare il presidente del consiglio studentesco e vincere di nuovo la Sposa della Rosa. Con l'ultima sconfitta di Tōga si apre anche il secondo arco temporale.

### Saga della Rosa Nera (Kurobara hen)
Dal 14º al 24º episodio.
Dopo aver sconfitto tutti i membri del Consiglio Studentesco, Utena si trova ad affrontare un nuovo, inatteso ostacolo, quando all'interno dell'accademia Ōtori viene aperto il seminario Mikage. Diretto da Sōji Mikage, il seminario omonimo all'apparenza sembra semplicemente una struttura interna alla scuola, nata con lo scopo di fornire aiuto alle menti più brillanti del corpo studentesco. In realtà, dietro questa facciata esterna si nasconde ben altro. Infatti, ogni volta che qualcuno si trova a confidare i propri problemi o le proprie afflizioni a Mikage, all'interno dell'ascensore dell'edificio dove ha sede il seminario e che assume il ruolo di confessionale, si ritrova inevitabilmente manipolato dall'abile ragazzo e finisce con l'agire contro la sua stessa volontà. Ed è proprio così che vengono selezionati i duellanti della Rosa Nera, contraddistinti per la presenza al dito di un anello con un sigillo a forma di rosa nera.
A differenza dei precedenti duelli, dove Utena doveva difendere Anthy in qualità di Sposa della Rosa dal tentativo di controllo dei membri del Consiglio Studentesco, adesso Utena deve proteggere la ragazza dalla furia omicida di Mikage, il quale vuole sostituire ad Anthy un giovane ragazzo di nome Mamiya Chiba, da anni malato e debole. Mikage è infatti convinto che questo sia l'unico modo per salvare la vita di Mamiya, fratello minore di Tokiko Chiba, donna di cui Mikage era attratto in passato. Dopo aver affrontato tutti i duellanti della Rosa Nera, Utena infine si confronta con lo stesso Mikage e con la sua sconfitta si apre l'arco temporale successivo.

### Saga di Akio Ōtori (Ōtori Akio hen)
Dal 25º al 33º episodio.
In questo terzo arco temporale, si assiste al ritorno di Saionji sia presso l'Accademia che all'interno del consiglio studentesco vero e proprio. Ed è proprio con il ritorno di Saionji che il potere del Consiglio Studentesco si fa sempre più solido, sebbene sempre vittima degli eventi che adesso sembrano sfuggire completamente di mano ai protagonisti. Inoltre, diventa sempre più evidente come il sistema dei duelli sia in realtà manipolato da Akio Ōtori, fratello di Anthy e, al tempo stesso, sostituto del preside della scuola.
In questa fase, Akio raccoglie nuovamente intorno a sé i duellanti del Consiglio Studentesco, cui di volta in volta mostra una sconcertante verità la cui natura non viene mai rivelata, attraverso un viaggio metaforico in automobile verso un ipotetico Confine del Mondo. Tale viaggio, intrapreso con tutti i duellanti, dona loro una rinnovata forza per affrontare nuovamente Utena, nel tentativo di conquistare la Sposa della Rosa.
In ogni caso, nonostante la rinnovata forza dei duellanti, nessuno di loro sembra in grado di strappare Anthy a Utena e, inoltre, il loro rapporto vive una nuova crisi dovuta fondamentalmente a due motivi: i tentativi di seduzione che Akio porta avanti con Utena e il rapporto incestuoso fra lo stesso Akio e sua sorella Anthy.

### Saga della Fine del Mondo (Mokushiroku hen)
Dal 34º al 39º episodio.
Akio avverte Tōga che il suo prossimo duello con Utena rappresenterà il momento della verità e darà finalmente il nome del campione tanto atteso. Intanto, Tōga scopre la verità sulle origini di Utena e lentamente anche i segreti che ruotano intorno ad Anthy e allo stesso Akio cominciano a rivelarsi. Tōga, messo di fronte ai suoi stessi sentimenti, è costretto ad ammettere quello che prova nei confronti di Utena e decide di sfidarla per l'ultima volta, portando con sé nell'arena Saionji come suo compagno speculare ad Anthy, Sposa della Rosa. In ogni caso, ancora una volta il duello si risolve a favore di Utena ed è allora che Tōga cerca di mettere in guardia la ragazza a proposito delle vere intenzioni di Akio e di Anthy.
Nonostante gli avvertimenti di Tōga e nonostante la stessa Utena inizi a provare i primi dubbi, la ragazza decide di seguire Anthy ancora una volta verso l'arena, nel tentativo di incontrare il principe del suo passato, la cui identità rimane ancora sconosciuta. Ma è proprio in questo frangente che Utena scopre la dolorosa verità dietro il suo incontro con il principe ovvero di come si tratti di un'illusione creta da Akio per riuscire a rubare la spada celata all'interno del cuore della stessa Utena. Dopo aver scoperto tale verità, Utena decide di combattere contro Akio nel tentativo di proteggere Anthy dalla malvagità del fratello, ma finisce sconfitta dalla forza dell'uomo e dal tradimento della stessa Anthy, che la pugnala alle spalle. Akio quindi si fa consegnare da Anthy la spada tratta dal cuore di Utena che giace a terra ferita, la spada che dovrebbe aprire le porte per la cosiddetta "Rivoluzione del Mondo". Anthy, intrappolata dai fini malvagi dello stesso Akio e costretta al sacrificio per la sua riuscita, viene trafitta da un fiume di spade che sembra non aver fine.
Inutili i tentativi di Akio di aprire le porte per la Rivoluzione del Mondo per mezzo della spada presa a Utena: questa finisce a pezzi (probabilmente perché ottenuta col tradimento), segnando anche la resa dell'uomo di fronte all'inevitabilità degli eventi. Invece Utena, pur ferita, mossa da compassione nei confronti di Anthy flagellata da uno sciame di spade, nonostante gli avvertimenti di Akio a proposito dell'impossibilità di aprire le porte della Rivoluzione del Mondo senza la spada prescelta, si scaglia a mani nude contro tali porte e grazie alla forza dei suoi sentimenti riesce dove Akio aveva fallito. Con l'apertura delle porte alla Rivoluzione del Mondo, Anthy viene liberata dalle spade e l'intera arena inizia a cadere a pezzi, sgretolata dallo stesso turbine di spade che avevano lasciato libera Anthy.
Pochi giorni dopo questi eventi, si scopre che Utena è scomparsa dall'Accademia, mentre Akio riprende nuovamente a scrivere le lettere d'invito a nuovi duellanti, nel tentativo di dar vita nuovamente alla ricerca senza fine di un nuovo Campione per la Sposa della Rosa. Ma Anthy, salvata da Utena, informa il fratello della sua intenzione di lasciare la scuola e la serie si chiude con la giovane ragazza che s'allontana alla ricerca di Utena.

## Lista episodi
| Nº                                          | Titolo italiano Giapponese 「Kanji」 - Rōmaji                                                                              | In onda           | In onda           |
| Nº                                          | Titolo italiano Giapponese 「Kanji」 - Rōmaji                                                                              | Giapponese        | Italiano          |
| Saga del Consiglio Studentesco (13 episodi) | |                   |                   |
| 1                                           | La sposa della rosa 「薔薇の花嫁」 - Bara no hanayome                                                                      | 2 aprile 1997     | 1º luglio 2010    |
| 2                                           | Per chi sorride la rosa 「誰がために薔薇は微笑む」 - Dare ga tame ni bara wa hohoemu                                       | 9 aprile 1997     | 1º luglio 2010    |
| 3                                           | La notte del ballo 「舞踏会の夜に」 - Butoukai no yoru ni                                                                  | 16 aprile 1997    | 14 luglio 2010    |
| 4                                           | Il giardino di luce: preludio 「光さす庭・プレリュード」 - Hikari sasu niwa · Pureryūdo                                    | 23 aprile 1997    | 14 luglio 2010    |
| 5                                           | Il giardino di luce: finale 「光さす庭・フィナーレ」 - Hikari sasu niwa · Fināre                                           | 30 aprile 1997    | 21 luglio 2010    |
| 6                                           | Attenta, Nanami! 「七実様御用心！」 - Nanami-sama goyōjin!                                                                 | 7 maggio 1997     | 21 luglio 2010    |
| 7                                           | I sogni spezzati di Juri 「見果てぬ樹璃」 - Mihatenu Juri                                                                  | 14 maggio 1997    | 28 luglio 2010    |
| 8                                           | Il grande scherzo del curry 「カレーなるハイトリップ」 - Karē naru haitorippu                                              | 21 maggio 1997    | 28 luglio 2010    |
| 9                                           | Il castello che nasconde l'eternità 「永遠があるという城」 - Eien ga aru to iu shiro                                       | 28 maggio 1997    | 4 agosto 2010     |
| 10                                          | Il preferito di Nanami 「七実の大切なもの」 - Nanami no taisetsuna mono                                                    | 4 giugno 1997     | 4 agosto 2010     |
| 11                                          | Bello e senza scrupoli, chi coglie questo fiore 「優雅に冷酷・その花を摘む者」 - Yuuga ni reikoku · Sono hana wo tsumumono | 11 giugno 1997    | 11 agosto 2010    |
| 12                                          | Forse per amicizia 「たぶん友情のために」 - Tabun yūjō no tame ni                                                          | 18 giugno 1997    | 11 agosto 2010    |
| 13                                          | La costruzione di un miracolo 「描かれる軌跡」 - Egakareru kiseki                                                          | 25 giugno 1997    | 18 agosto 2010    |
| 13                                          | Riassunto degli episodi che vanno dal n. 1 al n. 12                                                                        |                   |                   |
| Saga della Rosa Nera (11 episodi)           | |                   |                   |
| 14                                          | I ragazzi della Rosa Nera 「黒薔薇の少年たち」 - Kurobara no shōnen-tachi                                                  | 2 luglio 1997     | 18 agosto 2010    |
| 15                                          | Panorama con Kozue 「その梢が指す風景」 - Sono Kozue ga sasu fuukei                                                        | 9 luglio 1997     | 25 agosto 2010    |
| 16                                          | Il campanaccio della felicità 「幸せのカウベル」 - Shiawase no kauberu                                                     | 16 luglio 1997    | 25 agosto 2010    |
| 17                                          | Spine di morte 「死の棘」 - Shi no toge                                                                                    | 23 luglio 1997    | 1º settembre 2010 |
| 18                                          | I dolori del giovane Mitsuru 「みつるもどかしさ」 - Mitsuru modokashisa                                                    | 30 luglio 1997    | 1º settembre 2010 |
| 19                                          | Canzoni del regno perduto 「今は亡き王国の歌」 - Ima wa naki ōkoku no uta                                                  | 6 agosto 1997     | 8 settembre 2010  |
| 20                                          | La breve primavera di Wakaba 「若葉繁れる」 - Wakaba shigereru                                                             | 13 agosto 1997    | 8 settembre 2010  |
| 21                                          | Insetti fastidiosi 「悪い虫」 - Warui mushi                                                                                | 20 agosto 1997    | 15 settembre 2010 |
| 22                                          | Il padiglione di Nemuro 「根室記念館」 - Nemuro kinenkan                                                                   | 27 agosto 1997    | 15 settembre 2010 |
| 23                                          | La qualificazione di un duellista 「デュエリストの条件」 - Dyuerisuto no jōken                                             | 3 settembre 1997  | 22 settembre 2010 |
| 24                                          | Il diario segreto di Mitsuru 「七実様秘密日記」 - Nanami-sama himitsu nikki                                                | 10 settembre 1997 | 22 settembre 2010 |
| Saga di Akio Ōtori (9 episodi)              | |                   |                   |
| 25                                          | La nostra eterna apocalisse 「ふたりの永遠黙示録」 - Futari no eien mokushiroku                                            | 17 settembre 1997 | 29 settembre 2010 |
| 26                                          | Il nido di Miki (Il giardino di luce) 「幹の巣箱（光さす庭・アレンジ）」 - Miki no subako (Hikari sasu niwa · Arenji)      | 24 settembre 1997 | 29 settembre 2010 |
| 27                                          | L'uovo di Nanami 「七実の卵」 - Nanami no tamago                                                                           | 1º ottobre 1997   | 6 ottobre 2010    |
| 28                                          | Sussurrando nel buio 「闇に囁く」 - Yami ni sasayaku                                                                       | 8 ottobre 1997    | 6 ottobre 2010    |
| 29                                          | Un azzurro più chiaro del cielo 「空より淡き瑠璃色の」 - Sora yori awaki ruri iro no                                       | 15 ottobre 1997   | 13 ottobre 2010   |
| 30                                          | La ragazza a piedi nudi 「裸足の少女」 - Hadashi no shōjo                                                                  | 22 ottobre 1997   | 13 ottobre 2010   |
| 31                                          | La sua tragedia 「彼女の悲劇」 - Kanojo no higeki                                                                          | 29 ottobre 1997   | 20 ottobre 2010   |
| 32                                          | La danza di chi ama 「踊る彼女たちの恋」 - Odoru kanojo-tachi no koi                                                       | 5 novembre 1997   | 20 ottobre 2010   |
| 33                                          | Il principe che corre nella notte 「夜を走る王子」 - Yoru wo hashiru ōji                                                   | 12 novembre 1997  | 27 ottobre 2010   |
| Saga della Fine del Mondo (6 episodi)       | |                   |                   |
| 34                                          | Il sigillo della rosa 「薔薇の刻印」 - Bara no kokuin                                                                      | 19 novembre 1997  | 27 ottobre 2010   |
| 35                                          | Un amore fiorito in inverno 「冬のころ芽ばえた愛」 - Fuyu no koro mebaeta ai                                               | 26 novembre 1997  | 3 novembre 2010   |
| 36                                          | Si aprono le porte della notte 「そして夜の扉が開く」 - Soshite yoru no tobira ga aku                                      | 3 dicembre 1997   | 3 novembre 2010   |
| 37                                          | La vigilia della rivoluzione 「世界を革命する者」 - Sekai wo kakumeisuru mono                                              | 10 dicembre 1997  | 10 novembre 2010  |
| 38                                          | Il confine del mondo 「世界の果て」 - Sekai no hate                                                                        | 17 dicembre 1997  | 10 novembre 2010  |
| 39                                          | Un giorno risplenderemo insieme 「いつか一緒に輝いて」 - Itsuka issho ni kagayaite                                         | 24 dicembre 1997  | 10 novembre 2010  |